# Acido montanico
L'acido montanico è un acido grasso saturo composto da 28 atomi di carbonio, notazione delta: 28:0, formula di struttura: CH3-(CH2)26-COOH.
Il suo nome IUPAC è acido ottacosanoico.
È stato individuato la prima volta nella cera montana, da cui prende il nome. Nella cera montana estratta dalla lignite nel 1897 E. von Boyen individuò 2 sostanze , un acido C29H58O2 che rappresentava quasi il 50% della cera e un alcole con punto di fusione a 60 °C. Solo successivamente si riconobbe che l'acido montanico descritto da von Boyen era in realtà una miscela di acido cerotico 26:0, melissico 30:0 e montanico 28:0 presenti come esteri con alcoli a catena lunga (C-24, C-26 e C-28) .
Sali ed esteri sono chiamati montanici. Gli esteri dell'acido montanico, una cera montana ultrapurificata, erano un additivo alimentare ammesso nella UE con codice E912 simile alla cera carnauba. Da ottobre 2014 non sono più ammessi come additivo alimentare essendo insufficienti le informazioni sulle impurezze, soprattutto idrocarburi policiclici aromatici che potevano contenere.
Si trova nel cervello umano e negli organi viscerali. Può essere rilevato nella cera delle parti aeree di varie piante ed in particolare nella cera della canna da zucchero ( Saccharum officinarum L. ) e si trova nei lipidi degli oli di semi di Heisteria silvanii e Apios mellifica Boerh. Viene biosintetizzato dall'ottacosanolo mediante β-ossidazione. L'acido montanico è il principale componente del D-003, una miscela di acidi grassi derivati dalla cera della canna da zucchero , che è stato dimostrato possa inibire l'aggregazione piastrinica indotta ex vivo dall'aggiunta di agonisti al plasma ricco di piastrine.